# القصر المسحور
القصر المسحور كتاب اشترك في تأليفه اثنان من كبار الأدباء «طه حسين» و«توفيق الحكيم». يستلهم تراث ألف ليلة وليلة، ويعبر عن العلاقة التي جمعت الأديبين والتي تراوحت بين الصداقة والخلاف الشديد لتنتج كتاب القصر المسحور.
صدرت الطبعة الأولى من الكتاب عن دار المعارف في 1936، ثم أعيدت طباعته مرة أخرى عام 1996، وأعادت دار الشروق طباعته مرة أخرى في عام 2018.

## المحتوى
هذا الكتاب الخيالي الذي تعود فيه شهرزاد لتحاكم توفيق الحكيم على مسرحيته «شهرزاد» فتنتقم منه، وهو المعروف بكرهه الشديد للنساء، فيدافع عنه طه حسين تارة وتارة أخرى يقف في صف شهرزاد.

## الطبعات
- الطبعة الأولى: 1936، دار المعارف.
- الطبعة الثانية: 1996.
- الطبعة الثالثة: 2018، دار الشروق.

## اقتباسات
- «ولا شيء في حياتنا الأدمية يستحق منا الآن تحية وداع: غير لحظة حب ظفرنا بها».
- «من مأمنه يُؤْتى الحَذِر».
- أولا تصلح أنت لذلك؟

- کلا -يا سيدتي- أنا أقل الناس حظا من الخيال وأعجز الناس عن القصص، وأضيقهم بنفسي وبالوقت، ولولا أن الله ملأ الدنيا كتبا وأذن أنها ستظل أبدا مملوءة كتبا، لما استطعت لهذه الحياة احتمالاً.
- لهذا أحببت أن أراك؛ لأنك ترى مثل ما أری وتؤمن بأن من فهم شيئا فقد قتله، وتحب لي أن أحيا في نفسك فلا تحاول أن تقتلني بالبحث عن حقيقتي والجد في الانتهاء إليها.
- معبودتي: «إن حبك خالد كالوجود، ولن يستطيع الزمن أن يفرق بيننا أو يحطم حبنا. إن الحب يحلق فوق الزمن، كما يحلق الفراش فوق الأزهار. إن الحب قد قتل الزمن...»..
- توفيق (يصمت ثم يفكر قليلاً وينظر إلى «شهرزاد» قليـلاً ويهمس): ربما، إني من فصيلة لا تغرد إلا فوق أطلال نعمة ذاهبة وآثار هناء ضائع!
- وإنها لتفعل هذا كله بالقياس إلى الذين أقفرت قلوبهم من الحب وبرئت نفوسهم من الشوق، فأما الذين رأوا «شهرزاد» ثم نأوا عنها، فليلهم متصل لا ينقضي ونهارهم متصل لا ينقضي أيضا، لأن ليلهم ونهارهم عليهم سواء، كلاهما مظلم، وكلاهما جامد، وكلاهما طويل ثقيل، كأن هؤلاء المحبيـن لا يعرفون الشمس إلا حين يشرق لهم وجه «شهرزاد» ولا يعرفون الأمن والهدوء والدعة والنعيم إلا حين يغمرهم جمال «شهرزاد».
- «لقد صدق «توفيق الحكيم» يا سيدتي فأنا في هذه الأيام مشغول بالمتنبي ولكنى مشغول به عن كل شيء وعن كل إنسان إلا أنت. فإن أمنيته الملحـة عليه المضنية له المنغصة لليله ونهاره؛ تشبه أمنيتي الملحة على، المضنية لي المنغصة لليلي ونهاري، ولكني لا أتمنى ـ كما كان يتمنى ـ ملكا وسلطانًا، ولا أشتهى كما كان يشـتهى ثروة وغنى، وإنما أتمنى لقاءك والاستمتاع بجوارك القريب، وأي ملك يشبه الخضوع لك أو يعدل الإذعان لأمرك، وأي ثروة تشبه الشعور بأني قريب منك ليس بيني وبين الغني الذي يمتع القلب والعقـل إلا أن أتجه إليـك فأسمع منك أو أحس قربك منى؟[2][4]